# كايل كوك
كايل كوك (بالإنجليزية: Kyle Cook)‏ هو لاعب كرة قدم أمريكية أمريكي، ولد في 25 يوليو 1983 في ماونت كليمنس في الولايات المتحدة.

## وصلات خارجية
- كايل كوك على موقع مرجع كرة القدم المحترفة.كوم (الإنجليزية)